# شرد قضباني
شرم بتولي، شرم مبذول أو الشرد القضباني أو الأوروبي أو شرم أو نيرية (Carpinus betulus) هو شجر ينتمي إلى جنس الشرد من فصيلة القضبانية، رتبة البلوطية.
الاسم الإنجليزي "Hornbeam" أو "Yoke-elm" معناه خشب «القرن» أو «النير» أي الخشب الصالح لصنع النير (جمع: الأنيار) وهي الخشبة التي توضع فوق عنق الثيران لجمعهم معاً لجر المحراث. ولذلك تسمى هذه الشجرة أيضًا «النيرية».

## المواصفات
موطنه إنكلترا وانتشر منها في كل أوروبا، ويمكن أن يصل ارتفاعها إلى 25-30 متر ولا يتجاوز عمرها 120 عامًا.